# Tubificoides pseudogaster
Tubificoides pseudogaster är en ringmaskart som först beskrevs av Dahl 1960.  Tubificoides pseudogaster ingår i släktet Tubificoides och familjen glattmaskar. Arten är reproducerande i Sverige. Inga underarter finns listade i Catalogue of Life.